# Information Technology Infrastructure Library
Information Technology Infrastructure Library (ITIL) è un insieme di linee guida  nella gestione dei servizi IT (IT Service Management) e consiste in una serie di pubblicazioni che forniscono indicazioni sull'erogazione di servizi IT di qualità e sui processi e mezzi necessari a supportarli da parte di un'organizzazione. Si occupa quindi di fornire linee guida agli enti pubblici e privati dotati di infrastrutture informatiche, dando loro delle direttive per poter sfruttare al meglio i servizi IT nell'esecuzione della propria missione.

## Storia, precursori ed alternative ad ITIL
Quella che noi chiamiamo ITIL v1, la prima versione, fu sviluppata nel Regno Unito sotto gli auspici del Central Computer and Telecommunications Agency (CCTA) ed era stata intitolata "Government Information Technology Infrastructure Method" (GITM) e negli anni si è espansa fino a 31 volumi in un progetto inizialmente diretto da Peter Skinner e John Stewart presso il CCTA. Le pubblicazioni furono reintitolate principalmente per desiderio di Roy Dibble del CCTA poiché queste dovevano essere delle linee guida e non un metodo formale ed anche per rispondere alla forte crescita di interesse al di fuori della Pubblica Amministrazione Britannica.
Molti dei principali concetti sulla gestione del servizio non erano stati creati all'interno del progetto originale del CCTA che sviluppava ITIL, infatti IBM rivendica che i suoi "Yellow Books" (A Management System for the Information Business), ne siano stati un precursore. Secondo IBM:
"Nei primi anni ottanta, IBM aveva già documentato i concetti originali della gestione dei sistemi in una serie di quattro volumi chiamati A Management System for Information Systems.[sic] Questi largamente accettati “yellow books,” ... furono gli input principali al set originale di libri ITIL" e.
Altre pubblicazioni IBM e commenti degli stessi autori di ITIL hanno chiarito che i "yellow books" diedero un significativo contributo al Service Support di ITIL mentre il volume sul Service Delivery non ne era stato influenzato nella stessa misura.
Durante gli anni ottanta la diffusione di ITIL rimase limitata alla Gran Bretagna, il boom iniziò dalla metà degli anni novanta quando molte aziende cominciarono a usarlo.
La seconda versione dell'ITIL (ITIL v2) venne rilasciata intorno al 2001 e le sezioni di Service Delivery e Service Support vennero inserite in due volumi.
Nel 2007 ci fu l'aggiornamento all'ITIL 2007 (precedentemente chiamato ITIL v3) rilasciato con ben 5 pubblicazioni(Service Strategy, Service Design, Service Transition, Service Operation, Continual Service Improvement), il quale però presenta una struttura simile all'ITIL v2 consolidando molte delle informazioni contenute nell'ITIL v2. ITIL 2007 è quindi solamente un'estensione della versione 2, offrendo una prospettiva più olistica sull'intero ciclo di vita dei servizi, coprendo l'intera organizzazione IT e tutti i componenti di supporto necessari per fornire servizi al cliente, mentre ITIL Versione 2 si concentra su attività specifiche direttamente correlate alla fornitura e all'assistenza dei servizi.
Nel 2011 è stata pubblicata ITIL 2011, che fornisce un aggiornamento della versione ITIL 2007 (o ITIL v3). In linea con l'edizione 2007, l'edizione 2011 comprende cinque pubblicazioni principali: Service Strategy, Service Design, Service Transition, Service Operation, and Continual Service Improvement. ITIL 2011 è un aggiornamento del framework ITIL che corregge molti errori e incongruenze presenti del capitolo precedente.
ITIL 2007 ha cinque volumi, pubblicati a maggio 2007 e aggiornati a luglio 2011 come ITIL 2011 :
1. SERVICE STRATEGY : comprende gli obiettivi organizzativi e le esigenze dei clienti.[5]
2. SERVICE DESIGN : trasforma la strategia di un servizio in un piano per la realizzazione degli obiettivi aziendali.[6]
3. SERVICE TRANSITION : sviluppa e migliora le capacità di introdurre nuovi servizi negli ambienti supportati.[7]
4. SERVICE OPERATION : gestisce i servizi negli ambienti supportati.[8]
5. CONTINUAL SERVICE IMPROVEMENT : realizza servizi incrementali e miglioramenti su larga scala.[9]

Con il rapido sviluppo di nuove tecnologie, metodologie agili e pratiche DevOps, divenne evidente che ITIL v3 necessitava di un aggiornamento. Così, nel 2019, venne lanciato ITIL 4. Questa nuova versione ha rappresentato una reazione alle sfide moderne delle organizzazioni nella gestione dei servizi, ampliando il focus per includere non solo i processi, ma anche il valore e l'esperienza del cliente.

### ITIL 4
Nel 2019 Axelos ha presentato una nuova versione - ITIL 4, che porta alcune nuove idee e sviluppa il contenuto esistente di ITIL v3. Il primo libro in questa serie - "ITIL 4 Foundation" - è seguito da "ITIL 4: Create, Deliver and Support"
, "ITIL 4: Direct, Plan and Improve", "ITIL 4: Drive Stakeholder Value" e "ITIL 4: High-velocity IT".

#### Sistema di valori di servizio
L'edizione ITIL 4 definisce il Service Value System (SVS) come il primo elemento chiave. ITIL nomina i seguenti cinque componenti principali di ITIL SVS:
- Catena del valore del servizio ITIL
- Principi fondamentali ITIL
- Governance
- Pratiche ITIL
- Miglioramento continuo

#### Modello delle quattro dimensioni
Il secondo elemento chiave di ITIL 4 è il modello quadridimensionale. Ciò garantisce un approccio completo per la gestione del servizio. Le quattro dimensioni citano le precedenti 4 P di ITIL v3: persone, prodotti, partner e processi. Ogni componente della SVS deve considerare le seguenti dimensioni:
- Organizzazioni e persone
- Informazione e tecnologia
- Partner e fornitori
- Flussi di valore e processi

I leader aziendali di tutto il mondo riconoscono l'importanza della certificazione professionale in base ai ruoli per supportare il miglioramento operativo, migliorare la soddisfazione dei dipendenti e dei clienti e stare al passo con la tecnologia in continua evoluzione e le esigenze dei clienti. Avere accesso a una formazione professionale adeguata per costruire le competenze necessarie all'interno della tua organizzazione è un prerequisito per raggiungere i tuoi obiettivi di business e la trasformazione digitale.

## Descrizione
Sebbene sia stato sviluppato negli anni ottanta, ITIL non è stato largamente adottato fino alla metà degli anni novanta. Questa più larga adozione e conoscenza ha condotto all'emissione di standard a supporto, incluso ISO/IEC 20000 (precedentemente British Standards | BS 15000), il quale è uno standard internazionale che ricopre molti degli elementi di ITIL per la gestione dei servizi IT ed è stato pubblicato nel dicembre del 2005 dall'Organizzazione internazionale per la normazione (in inglese ISO).
L'ISO/IEC 20000 è il successore dell'British Standards (BS 15000) , il quale mantiene la struttura di quest'ultimo e permette alle varie organizzazioni di effettuare dei test sulle proprie capacità nell'erogazione di servizi IT, nel misurare i livelli di servizio e nella valutazione delle performance.
ITIL viene spesso considerato a fianco di altri framework di best practice quali Information Services Procurement Library (ISPL), Application Services Library (ASL), Dynamic Systems Development Method (DSDM), Capability Maturity Model (CMM/CMMI), e viene spesso collegato con l'IT governance attraverso Control Objectives for Information and related Technology (COBIT).
L'IT Service Management in quanto concetto è relativo, ma non equivalente a ITIL. ITIL contiene una sezione specificatamente dedicata all'"IT Service Management" (la combinazione dei volumi sul Service Support e Service Delivery i quali sono uno specifico esempio di un framework ITSM), è comunque importante evidenziare che esistono altri framework. La differenza quindi tra l'IT Service Management e l'ITIL è che l'ITSM è una disciplina che si occupa della gestione dei sistemi IT, mentre L'ITIL è il framework più "diffuso" per l'IT Service Management (spesso i due termini vengono confusi).
ITIL è basato su un modello per processi sui funzionamenti di controllo e gestione dell'esercizio spesso accreditati a W Edwards Deming. Le raccomandazioni di ITIL sono state sviluppate negli anni ottanta dalla Central Computer and Telecommunications Agency (CCTA) del Governo Britannico in risposta alla crescente dipendenza dall'information technology; riconoscendo che, senza pratiche standard, i contratti fra gli enti governativi e le organizzazioni del settore privato venivano generati indipendentemente dalle proprie pratiche di gestione IT e duplicavano gli sforzi all'interno dei loro progetti ICT (Information and Communications Technology) con conseguenti errori ed incremento dei costi. Nell'aprile del 2001 il CCTA venne inglobato nell'Office of Government Commerce (OGC), il quale è un dipartimento del Ministero del Tesoro Britannico e quindi scompare come separata organizzazione.
ITIL è stato pubblicato in una serie di libri che seguono un approccio basato sul ciclo di vita del servizio. I nomi ITIL e IT Infrastructure Library sono marchi registrati dall'OGC. Il contenuto di questi libri è protetto da diritto d'autore (Crown Copyright).
Il primo giugno 2007, l'OGC ha distribuito un aggiornamento di ITIL, noto come ITIL v3. La pubblicazione iniziale di ITIL v3 è composta da cinque testi principali denominati: Service Strategy, Service Design, Service Transition, Service Operation, Continual Service Improvement consolidando così molte delle pratiche della precedente versione v2 attraverso il ciclo di vita del servizio (service lifecycle).
Uno dei principali benefici dichiarato da coloro che supportano ITIL all'interno della comunità IT è la fornitura di un comune vocabolario (il cosiddetto esperanto IT), consistente di un glossario di concetti strettamente definiti ed ampiamente concordati.
Altri popolari modelli: CMMI per lo sviluppo di software e s3m, per la manutenzione del software.
Dal luglio 2013, ITIL è diventata di proprietà di AXELOS,la quale è un'entità aziendale creata dall'ufficio del governo Britannico e Capita.
Con il rapido sviluppo di nuove tecnologie, metodologie agili e pratiche DevOps, divenne evidente che ITIL v3 necessitava di un aggiornamento. Così, nel 2019, venne lanciato ITIL 4. Questa nuova versione ha rappresentato una reazione alle sfide moderne delle organizzazioni nella gestione dei servizi, ampliando il focus per includere non solo i processi, ma anche il valore e l'esperienza del cliente.

## Service Strategy
Il punto centrale e di origine del ciclo di vita del servizio ITIL, fornisce indicazioni su chiarimenti e prioritizzazione degli investimenti dei fornitori di servizi nei servizi. Più in generale, Service Strategy si concentra sull'aiutare le organizzazioni IT a migliorare e a svilupparsi a lungo termine. In entrambi i casi, Service Strategy si basa in gran parte su un approccio orientato al mercato. La fase del ciclo di vita della Service Strategy è spesso considerata il nucleo del ciclo di vita del servizio. Gli argomenti principali trattati comprendono la definizione del valore del servizio, lo sviluppo dei casi aziendali, i beni del servizio, l'analisi del mercato e i tipi di provider dei servizi. Lista dei processi coperti:
- Strategy Management for IT Services
- Financial Management for IT services
- Service Portfolio Management
- Demand Management
- Business Relationship Management

### Strategy Management for IT Services
L'obiettivo di Strategy Management for It Services è valutare le offerte, le capacità, i concorrenti del fornitore di servizi e gli attuali e potenziali spazi di mercato al fine di sviluppare una strategia per servire i clienti. Una volta definita la strategia, questo processo ITIL è anche responsabile di assicurare l'attuazione della strategia. Questi sono i sottoprocessi di Strategy Management for It Services e i loro obiettivi:
1. Strategic Service Assessment : Valutare la situazione attuale del fornitore di servizi all'interno dei suoi attuali spazi di mercato. Ciò include una valutazione delle attuali offerte di servizi, delle esigenze dei clienti e delle offerte concorrenti di altri providers.
2. Service Strategy Definition : Definire gli obiettivi generali che il fornitore di servizi dovrebbe perseguire nel suo sviluppo e identificare quali servizi saranno offerti a quali clienti o segmenti di clienti, in base ai risultati della valutazione del servizio strategico.
3. Service Strategy Execution : Definire e pianificare iniziative strategiche e assicurare l'attuazione di tali iniziative.

### Financial Management
Il Financial Management comprende la disciplina per garantire che l'infrastruttura IT sia ottenuta al prezzo più efficace (che non significa necessariamente più economico) e calcolare il costo della fornitura dei servizi IT in modo che un'organizzazione possa comprendere i costi dei suoi servizi IT. Questi costi possono quindi essere recuperati dal cliente del servizio. L'obiettivo della gestione finanziaria per i servizi IT (ITFM) è ottimizzare il costo dei servizi IT tenendo conto della qualità e dei fattori di rischio.

### Service Portfolio Management
Il cliente ha bisogno di servizi per raggiungere dei risultati nel business. Il fornitore di servizi dovrebbe assicurarsi di poter fornire questi servizi ad un livello opportuno. Lo scopo di Service Portfolio Management è garantire che le offerte di servizi siano definite e soddisfino i requisiti dei clienti. Il Service Portfolio Management contiene quindi tutti i servizi offerti disponibili dal provider. Il Service Portfolio Management comprende: la sezione pipeline, che contiene i servizi che devono ancora essere offerti; la sezione del catalogo di servizi, che contiene i dettagli dei servizi operativi; e la sezione ritirata, che contiene i dettagli dei servizi che non sono più offerti.

### Demand Management
Demand Management è una metodologia di pianificazione utilizzata per prevedere, pianificare e gestire la richiesta di prodotti e servizi. Questo può essere a livello macroeconomico come in economia e a micro-livelli come all'interno delle singole organizzazioni. Ad esempio, a livello macro, un governo può influenzare i tassi di interesse al fine di regolare la domanda finanziaria. A livello micro, un fornitore di servizi cellulari può fornire l'uso gratuito di notte e durante il fine settimana per ridurre la domanda durante le ore di punta.

### Business Relationship Management
Business Relationship Management è un approccio formale alla comprensione, alla definizione e al supporto delle attività aziendali relative al business networking. Comprende conoscenze, abilità e comportamenti (o competenze) che favoriscono una relazione produttiva tra un'organizzazione di servizi (ad es. Risorse umane, Tecnologia dell'informazione, un dipartimento finanziario o un fornitore esterno) e i loro partner commerciali.

## Service Design
Il volume Service Design fornisce indicazioni sulla progettazione di servizi IT, processi e altri aspetti della gestione del servizio. Significativamente, la progettazione all'interno di ITIL comprende tutti gli elementi relativi alla fornitura di servizi tecnologici, piuttosto che concentrarsi esclusivamente sul design della tecnologia stessa. Pertanto, la progettazione del servizio riguarda il modo in cui una soluzione di servizio pianificata interagisce con gli ambienti aziendali e tecnici più grandi, i sistemi di gestione dei servizi necessari per supportare il servizio, i processi che interagiscono con il servizio, la tecnologia e l'architettura necessari per supportare il servizio e la catena di approvvigionamento. Lista dei processi coperti:
- Design Coordination
- Service Catalogue Management
- Service Level Management
- Capacity Management
- Availability Management
- IT Service Continuity Management
- Information Security Management
- Supplier Management

### Design Coordination
Design Coordination mira a coordinare tutte le attività, i processi e le risorse di progettazione dei servizi. Questo processo ITIL garantisce la progettazione coerente ed efficace di servizi IT nuovi o modificati, sistemi informatici di gestione dei servizi, architetture, tecnologie, processi, informazioni e metriche.

### Service Catalog Management
Service Catalogue Management mantiene e produce il catalogo di servizi e garantisce che contenga dettagli accurati, dipendenze e interfacce di tutti i servizi resi disponibili ai clienti. Le informazioni del catalogo di servizi includono:
- ordinare e richiedere processi
- prezzi
- deliverable
- punti di contatto

### Service Level Management
Service Level Management prevede l'identificazione, il monitoraggio e la revisione continua dei livelli dei servizi IT specificati negli SLA (Service-Level Agreement). Obiettivo di Service Level Management è quello di mantenere e migliorare la qualità dei servizi IT, attraverso un ciclo costante di accordi, monitoraggio e revisione degli obiettivi dei servizi IT e attraverso l'implementazione di azioni per eliminare livelli di servizio inaccettabili. Il Service Level Management svolge un ruolo fondamentale e non a caso è uno dei processi fondamentali dell'Itil, infatti ha effetto sui tre principali obbiettivi dell'It Service Management :
- migliorare la qualità dei servizi It erogati
- ridurre i costi di erogazione dei servizi
- allineare i servizi It con i bisogni odierni e futuri delle aziende

### Capacity Management
Capacity Management supporta la fornitura ottimale ed economica dei servizi IT, aiutando le organizzazioni ad abbinare le proprie risorse IT alle esigenze aziendali. Le attività di alto livello includono:
- dimensionamento dell'applicazione
- gestione del carico di lavoro
- gestione della domanda
- modellismo
- pianificazione della capacità
- gestione delle risorse
- gestione delle prestazioni

Il Capacity Management si divide a sua volta in tre categorie:
1. Business Capacity Management: Si basa sull'azienda e sullo stato del business negli anni futuri
2. Service Capacity Management: Si basa sui servizi e sulle loro prestazioni e qualità
3. Resource Capacity Management: Si basa sulle risorse IT e sulla loro gestione

### Availability Management
Availability Management consente alle organizzazioni di sostenere la disponibilità del servizio IT al fine di supportare il business a costi giustificabili. Le attività di alto livello stanno realizzando i requisiti di disponibilità, compilando piani di disponibilità, monitorando la disponibilità e monitorando gli obblighi di manutenzione. Availability Management affronta la capacità di un componente IT di raggiungere un livello concordato in un determinato periodo di tempo.
- Affidabilità: capacità di un componente IT di performare a un livello concordato alle condizioni descritte.
- Manutenibilità: la capacità di un componente IT di rimanere o essere ripristinato in uno stato operativo.
- Funzionalità: la possibilità per un fornitore esterno di mantenere la disponibilità di componenti o funzioni in base a un contratto di terze parti.
- Resilienza: una misura di libertà dal fallimento operativo e un metodo per mantenere i servizi affidabili. Un metodo popolare di resilienza è la ridondanza.
- Sicurezza: un servizio può avere dati associati. La sicurezza si riferisce alla riservatezza, all'integrità e alla disponibilità di tali dati. La disponibilità offre una chiara panoramica della disponibilità end-to-end del sistema.

### IT Service Continuity Management
It Service Continuity Management copre i processi mediante i quali i piani vengono implementati e gestiti per garantire che i servizi IT possano riprendersi e continuare anche dopo che si è verificato un incidente grave.
ITSCM prevede i seguenti passaggi di base:
- dare la priorità alle attività da recuperare conducendo un'analisi dell'impatto aziendale (BIA)
- eseguire una valutazione del rischio (ovvero un'analisi del rischio) per ciascuno dei servizi IT per identificare le risorse, le minacce, le vulnerabilità e le contromisure per ciascun servizio.
- valutare le opzioni per il recupero
- producendo il piano di emergenza
- testare, rivedere e revisionare il piano

### Information Security Management
Information Security Management descrive l'adattamento strutturato della sicurezza delle informazioni nell'organizzazione di gestione. Si basa sul codice di pratica per il sistema di gestione della sicurezza delle informazioni (ISMS) ora noto come ISO / IEC 27002.
Un obiettivo fondamentale della Security Management è garantire un'adeguata sicurezza delle informazioni. L'obiettivo principale della Security Management, a sua volta, è proteggere le risorse informative contro i rischi e, quindi, mantenere il loro valore per l'organizzazione. Questo è comunemente espresso in termini di garanzia della loro riservatezza, integrità e disponibilità, insieme a proprietà o obiettivi correlati come autenticità, responsabilità, non ripudio e affidabilità.

### Supplier Management
L'obiettivo fondamentale del Supplier Management è quello di gestire i servizi forniti dai fornitori cercando di ottenere un'elevata qualità dei servizi in base al loro valore monetario.

## Service Transition
Service Transition (ST) si riferisce alla fornitura di servizi richiesti da un'azienda all'uso vivo / operativo e spesso include il lato "progetto" dell'IT piuttosto che il business come di consueto. I processi presenti in questo volume sono:
- Transition Planning and Support
- Change Management
- Service Asset and Configuration Management
- Release and Deployment Management
- Service Validation and Testing
- Change Evaluation
- Knowledge Management

### Transition Planning and Support
Transition Planning and Support si occupa di tutti gli aspetti del progetto di un servizio pianificando la transizione di un servizio in un ambiente e coordina le risorse richieste.

### Change Management
Change Management mira a garantire che vengano utilizzati metodi e procedure standardizzati per gestire in modo efficiente tutte le modifiche. Una modifica è un evento che si traduce in un nuovo stato di uno o più elementi di configurazione(approvato dai dirigenti) effettuando delle correzioni al processo aziendale il tutto con un rischio minimo per l'infrastruttura IT.
Gli obiettivi principali del Change Management includono:
- Minima interruzione dei servizi
- Riduzione dell'attività di blackout
- Uso economico delle risorse coinvolte nel cambiamento

### Service Asset and Configuration Management
Service Asset and Configuration Management è principalmente incentrata sulla gestione delle informazioni (ad esempio configurazioni) relative agli elementi di configurazione (ad esempio, le risorse) necessari per fornire un servizio IT, incluse le loro relazioni. La gestione della configurazione è la gestione e la tracciabilità di ogni aspetto di una configurazione dall'inizio alla fine e include le seguenti aree di processo:
- Identificazione
- Pianificazione
- Controllo delle modifiche
- Cambio gestione
- Gestione dei rilasci
- Manutenzione

### Release and Deployment Management
Relase and Deployment Management viene utilizzata dal team di migrazione del software per la distribuzione automatica e indipendente dalla piattaforma di software e hardware, inclusi i controlli delle licenze sull'intera infrastruttura IT. Un corretto controllo del software e dell'hardware garantisce la disponibilità di software e hardware certificati e testati, che funzionano come previsto quando sono stati introdotti nell'infrastruttura esistente. Il controllo della qualità durante lo sviluppo e l'implementazione di nuovi hardware e software è anche responsabilità di Release Management. Ciò garantisce che tutto il software soddisfi le esigenze dei processi aziendali. La gestione dei rilasci utilizza la libreria di supporti definitivi per l'archiviazione del software.
Gli obiettivi della gestione del rilascio includono:
- Pianificazione del lancio del software
- Progettazione e implementazione di procedure per la distribuzione e l'installazione di modifiche ai sistemi IT
- Comunicare in modo efficace e gestire le aspettative del cliente durante la pianificazione e il lancio di nuove versioni
- Controllo della distribuzione e installazione delle modifiche ai sistemi IT

La gestione dei rilasci si concentra sulla protezione dell'ambiente reale e dei suoi servizi attraverso l'uso di procedure e controlli formali.

### Service Validation and Testing
L'obiettivo di Service Validation and Testing è garantire che le Release distribuite e i servizi che ne derivano soddisfino le aspettative dei clienti. Questo processo ITIL verifica che le operazioni IT siano in grado di supportare il nuovo servizio. Service Validation and Testing sono stati introdotti come un nuovo processo in ITIL V3. Le principali aggiunte sono i dettagli sulle varie fasi di collaudo durante la transizione del servizio e le descrizioni degli approcci di prova corrispondenti.

### Change Evaluation
ITIL Change Evaluation mira a valutare le principali modifiche, come l'introduzione di un nuovo servizio o una modifica sostanziale a un servizio esistente, prima che tali modifiche possano procedere alla fase successiva del loro ciclo di vita.

### Knowledge Management
Il Knowledge Management è stato introdotto in ITIL v3, e il suo scopo è quello di controllare che le informazioni siano corrette e disponibili a chi deve prendere delle decisioni. Gli obiettivi di Knowledge Management sono:
- garantire al provider efficienza e qualità dei servizi da lui distribuiti
- garantire una conoscenza condivisa da parte dello staff di tutte le informazioni necessarie per una efficace ed efficiente fornitura dei servizi
- garantire una comprensione condivisa da parte dello staff del valore dei servizi forniti

## Service Operation
Service Operation (SO) mira a fornire le migliori pratiche per raggiungere l'erogazione di livelli di servizi concordati sia per gli utenti finali che per i clienti (dove i "clienti" si riferiscono a quegli individui che pagano per il servizio e negoziano gli SLA).Il funzionamento del servizio, come descritto nel volume del Service Operation è la parte del ciclo di vita in cui i servizi e il valore vengono effettivamente consegnati direttamente. Vengono inoltre considerati il monitoraggio dei problemi e l'equilibrio tra affidabilità del servizio e costi. Le funzioni comprendono la gestione tecnica, la gestione delle applicazioni, la gestione delle operazioni e il service desk nonché le responsabilità per il personale impegnato nell'operazione di servizio.
Processi:
- Event Management
- Incident Management
  - "Scopo dell'Incident Management è di ristabilire il normale servizio il più rapidamente possibile e minimizzare gli effetti sfavorevoli sulle attività dell'Organizzazione”
- Request Fulfillment Management
- Access Management
- Problem Management

Funzioni:
- Service Desk
- IT Operation Management
- Technical Management
- Application Management

### Event management
Event Management, come definito da ITIL, è il processo che monitora tutti gli eventi che si verificano attraverso l'infrastruttura IT. Permette il normale funzionamento e inoltre rileva e intensifica le condizioni di eccezione.
Si basa sui sistemi di monitoraggio, ma al contrario dei vari sistemi di monitoraggio che controllano i componenti di una infrastruttura anche in mancanza di eventi, l'Event Management genera ed identifica eventi. Un evento può essere definito come qualsiasi evento rilevabile o distinguibile che ha significato per la gestione dell'infrastruttura IT o la fornitura di servizi IT e la valutazione dell'impatto che una deviazione potrebbe causare ai servizi. Gli eventi sono in genere notifiche create da un servizio IT, da un elemento di configurazione (CI) o da uno strumento di monitoraggio.

### Incident Management
Scopo dell'Incident Management è di ristabilire il normale servizio il più rapidamente possibile e minimizzare gli effetti sfavorevoli sulle attività dell'organizzazione.

### Request Fulfillment Management
Questo processo è parte del Service Operation nell'ambito del lifecycle. Gli obiettivi di questo processo sono i seguenti:
- Fornire agli utenti un canale per richiedere (e ricevere) servizi standard per i quali esiste uno schema predefinito di approvazione (i.e. richiesta di un computer)
- Fornire agli utenti informazioni sui servizi disponibili e sulle procedure per ottenerli
- Fornire i servizi standard di cui sopra agli utenti finali
- Assistere gli utenti su richieste generiche, consigli e lamentele.[25]

### Access Management
Access Management mira a garantire agli utenti autorizzati il diritto di utilizzare un servizio, impedendo nel contempo l'accesso agli utenti non autorizzati. Questo processo ITIL esegue essenzialmente le politiche definite in Information Security Management. A volte, la gestione degli accessi viene indicata come "gestione dei diritti" o "gestione dell'identità".

### Problem Management
Problem Management mira a risolvere le cause profonde degli incidenti e quindi a minimizzare l'impatto negativo degli incidenti causati da errori all'interno dell'infrastruttura IT e a prevenire il ripetersi di incidenti correlati a tali errori. Un "problema" in questo contesto è la causa sottostante sconosciuta di uno o più incidenti e un "errore noto" è un problema diagnosticato con esito positivo e per il quale è stata identificata una soluzione o una risoluzione permanente. Il Problem Management riduce il numero e la gravità degli incidenti e dei problemi aziendali e documenta i dettagli del problema e la risoluzione da rendere disponibili per la prima linea e la seconda riga dell'help desk. Il processo proattivo identifica e risolve i problemi prima che si verifichino incidenti. Tali processi includono:
- Analisi delle tendenze
- Azione di supporto mirata
- Fornire informazioni all'organizzazione

Il Problem Management mira a gestire i problemi in modo efficiente. Il controllo del problema identifica la causa principale degli incidenti e lo segnala al service desk. Altre attività sono:
- Identificazione e registrazione del problema
- Classificazione problema
- Ricerca e diagnosi del problema

## Continual Service Improvement
7 step improvement process che risponde alle seguenti domande:
1. What is the vision?
2. Where are we now?
3. Where do we want to be?
4. How do we get there?
5. Take action
6. Did we get there?
7. How to keep the momentum going?

Continuous Service Improvement (CSI) si concentra sul miglioramento del servizio che supporta i processi di business. CSI utilizza un piano di processo di miglioramento in sette fasi che è fondamentale per se stesso e per altre fasi del ciclo di vita ITIL. Le 7 fasi di miglioramento del processo sono:
- Identificare l'approccio per il miglioramento
- indicare quello che misurerai
- raccolta dei dati
- elaborazione dei dati
- analisi di dati e informazioni
- presentare e usare le informazioni
- implementare attività correttive

### Certificazione
Le certificazioni ITIL sono gestite dall'ITIL Certification Management Board (ICMB) il quale è composto da OGC, IT Service Management Forum (itSMF) International e da due istituti per le certificazioni d'esame: EXIN (sede in Olanda) e BCS-ISEB (sede in UK).
Peoplecert gestisce gli esami e rilascia le certificazioni sui livelli Foundation, Practitioner, Intermediate, Expert e Master relativi alla conoscenza dell'IT Service Management basato su ITIL.
I candidati che hanno superato il relativo esame e quindi sono "certificati" possono consultare il Registro Ufficiale attraverso il sito ufficiale ITIL.
Una organizzazione o un sistema di gestione non può essere certificato come "ITIL-compliant", comunque una organizzazione che ha implementato le linee guida ITIL nella propria gestione dei servizi IT potrebbe arrivare a dimostrare la propria aderenza attraverso la certificazione ISO/IEC 20000.
Il 20 luglio 2006, OGC ha siglato un contratto con APM Group quale partner commerciale per lo schema di accreditamento ITIL.
Il 29 gennaio 2007, APM Group, organizzazione che ha recentemente assunto il ruolo di ente accreditatore ufficiale delle certificazioni ITIL per conto dell'OGC, ha siglato un accordo con APMG International, EXIN e BCS-ISEB e attuali istituti di esaminazione ITIL. L'accordo comporta che ai candidati agli esami verrà garantita continuità ed assicurata la massima qualità in termini di formazione e valutazione per conseguire le certificazioni ITIL.
Il 27 giugno 2007, APM Group, ha annunciato il nuovo schema di certificazione per ITIL v3. Il nuovo schema riconosce il valore delle certificazioni ITIL v2, ed introduce un sistema che permette ai professionisti certificati di poter vantare crediti al fine di ottenere le certificazioni ITIL v3.
Sono previsti quattro livelli con le nuove logiche: Foundations, due livelli intermedi ed un livello avanzato (ancora in sviluppo). Il livello Foundations è orientato ai concetti chiave ed alla terminologia ITIL v3. I livelli intermedi sono divisi in due orientamenti: orientamento lifecycle ed orientamento capability.

#### Esame ITIL
Nel 2022 l'esame ITIL 4 Foundation consiste in 40 domande a scelta multipla. Solo una risposta (cioè un insieme di scelte) è corretta. Per superare l'esame è necessario raggiungere l'obiettivo del 65%, ovvero fornire 26 risposte corrette.
L'esame dato in lingua inglese ha un intervallo di tempo di 60 minuti (per madrelingua inglese) o 75 minuti (per non madrelingua inglese).

### Alternative
Oltre ITIL, esistono altri approcci all'IT Service Management, quali OpenSM, la sua struttura fornisce linee guida generali piuttosto che procedure rigide, permettendo di adattarsi rapidamente ai cambiamenti di business, VeriSM | Service Management for the Digital Age più snello per essere adottato nelle organizzazioni che hanno dipartimenti IT di dimensioni ridotte. Similmente, The Visible OPS Handbook: Implementing ITIL in 4 Practical and Auditable Steps dichiara di essere basato su ITIL ma di essere specificatamente focalizzato sul più grande degli elementi di ITIL quello di "dare valore ai soldi".